# Сухопутные войска Франции
Сухопутные войска Франции (фр. Armée de terre française) — вид вооружённых сил Франции.
Как и другие виды вооружённых сил (ВМС, ВКС, Национальная жандармерия и вспомогательные рода войск), Сухопутные войска подчинены гражданским органам власти — Правительству и Министерству обороны Республики.
Начальник штаба СВ (Chef d'état-major de l’Armée de terre (CEMAT)) подчинен министру обороны и начальнику Генерального штаба Вооружённых сил (Chef d'État-Major des armées (CEMA)), которым он предоставляет регулярный отчёт о кадровом составе войск, планов боевой подготовки, наборе добровольцев, обновлении материально-технической базы СВ и оборонных НИОКР, ходе оперативного планирования и боевого применения.
С 2001 г. СВ полностью перешли на кадровое (профессиональное) комплектование войск добровольцами-контрактниками, отменив добровольно-призывную систему комлектования частей.

## История
В ходе реформы Сухопутных войск 2015 г. воссозданы дивизионные органы управления. В структуре новой дивизии находятся три общевойсковые бригады. 1-я механизированая и 3-й бронекавалерийская бригады развернуты в 1-ю и 3-ю дивизии Сухопутных войск. Три отдельных вертолётных полка включены в состав 4-й бригады армейской авиации.
Сформированы шесть новых командований:
- Силы специальных операций (ССО) и Силы территориальной обороны, подчинённые Штабу Сухопутных войск
- Командования разведки, связи, тыла и МТО на базе соответствующих бригад Сухопутных войск (с передачей им профильных учебных центров)

В структуре Сухопутных войск вновь сформированы:
- Генеральный штаб сухопутных войск

- Корпус быстрого развёртывания (в составе Корпуса быстрого развёртывания ЕС (Corps de réaction rapide-France (CRR-Fr)))
- 1-я и 3-я дивизии сухопутных войск

- Штабы родов войск

- Сил специальных операций
- армейской авиации
- шести территориальных округов
- частей и подразделений на заморских и иностранных территориях.
- Иностранного легиона
- территориальной обороны
- разведки
- связи
- тыла и технического обслуживания
- Командование боевой подготовки и образования.

## Командная структура
Основной боевой танк «Леклерк» 6-го кирасирского полка на параде в честь Дня взятия Бастилии, 14.6.2006 г.
ОШС закреплена в статье № 2/II/II Раздела 3 Закона о национальной обороне Французской Республики от 21 июня 2010 г..
Согласно статье R.3222-3 Закона об обороне Французской Республики ОШС сухопутных войск включает в себя:
- Главный штаб Сухопутных войск (L'état-major de l’Armée de terre (EMAT));
- Управление кадров (La direction des ressources humaines de l’Armée de terre (DRHAT));
- Инспекцию Сухопутных войск (l’inspection de l’Armée de terre)
- Боевые подразделения СВ (les forces)
- Части 6 территориальных округов (Les zones «terre»):
  - Столичный округ Иль-де-Франс
  - Северо-западный округ
  - Северо-восточный округ
  - Юго-западный округ
  - Юго-восточный округ
  - Южный округ[8]
- Административные и технические службы (les services);
- Учреждения военного образования (les organismes chargés de la formation du personnel et de l’enseignement militaire supérieur).

Все данные части и подразделения находятся в прямом и оперативном подчинении Главного штаба Сухопутных войск (Chef d'état-major de l’Armée de terre (CEMAT)).
Основным тактическим формированием сухопутных войск является полк, состоящий из рот или эскадронов.
Танковый полк состоит из:
- эскадрон управления и тылового обеспечения (escadron de commandement et de logistique)
- 2 эскадрона боевой поддержки (2 escadrons de reconnaissance et d’intervention)
- 3 танковых эскадрона (3 escadrons de chars)
- резервный эскадрон (escadron de réserve)

Насчитывает ~600 чел. личного состава. На вооружении танкового полка 60 танков Leclerc, 32 БТР VAB (включая VAB T20-13, КШМ, БММ и т. д.), 48 бронеавтомобилей VBL, 4 БРЭМ DCL.
Бронекавалерийский полк состоит из:
- эскадрон управления и тылового обеспечения (escadron de commandement et de logistique)
- 3 бронекавалерийских эскадрона (3 escadrons de combat blindés)
- 2 эскадрона боевой поддержки (2 escadron de reconnaissance et d’intervention anti-char)
- резервный эскадрон (escadron de réserve)[10]

Насчитывает ~850 чел. На вооружении: 36 колёсных танков AMX-10RCR в 3 бронекавалерийских эскадронах, 18 VAB, 60 бронеавтомобилей VBL, 72 лёгких и грузовых автомобиля, ПТУР HOT и MILAN.
Мотопехотный полк состоит из:
- рота управления и тылового обеспечения (compagnie de commandement et de logistique (CCL))
- 4 мотопехотные роты (4 compagnies de combats)
- рота поддержки (compagnie d’appui)
- резервная рота (compagnie de réserve)

Насчитывает более 1000 чел. На вооружении по штату 72 БМП VBCI и 14 VBCI с ПТРК (БТР VAB), 31 бронеавтомобилей VBL, 16 ПТРК «Милан», 27 ПТРК «Эрикс», 8 81-мм миномётов и около 140 автомобилей.
Артиллерийский полк состоит из:
- батарея управления и тылового обеспечения (batterie de commandement et de logistique)
- 3 артиллерийские батареи (3 batteries sol-sol) (155-мм САУ CAESAR и 120-мм миномёты RTF1)
- батарея артиллерийской разведки (batterie d’acquisition et de surveillance)
  - разведывательный взвод
  - взвод сбора информации среди населения и военнопленных
  - взвод БЛА (БЛА DRAC)
  - взвод радио- и радиотехнической разведки (РЛС MURIN)
- батарея противовоздушной обороны (batterie sol-air) (ПЗРК «Мистраль» и 20-мм зенитные орудия VAB T20/13)
- резервная батарея (batterie de réserve)

Численность 900—1200 чел.
Инженерный полк состоит из:
- рота управления и тылового обеспечения
- 4 роты инженерного обеспечения боевых действий
- рота поддержки
- рота специального резерва

Также в состав полка могут входить рота оперативного развёртывания, административно-вспомогательная рота, резервные экспедиционные роты, тяжёлые роты поддержки развёртывания, взвод энергетического обеспечения. Численность полка составляет от 900 до 1630 чел.

## Административная структура
Организационно уровни командования разделяются на командования оперативного (родов войск) и тактического (бригадного) уровня..
- Командование сухопутных сил (le commandement des forces terrestres (CFT))
- Командование армейской авиации (le commandement de l’aviation légère de l’Armée de terre (COM ALAT))
- Командование сил специального назначения (le commandement des forces spéciales terre (COM FST))
- Командование территориальных войск (le commandement terre pour le territoire national (COM TN))
- Командование Иностранного легиона (le commandement de la Légion étrangère (COM LE))

Все командования подчиняются Главному штабу Сухопутных войск (L'état-major de l’Armée de terre (EMAT)).
В задачи Главного штаба СВ входит поддержание боевой готовности войск, организация боевой подготовки и разработка оперативных планов в зонах боевых действий по требованиям Генштаба Вооружённых сил.
Главному штабу сухопутных войск подчинены:
- корпус быстрого реагирования (Corps de réaction rapide-France (CRR-Fr))
- две дивизии
- шесть общевойсковых бригад (2 бронекавалерийские, 2 бронетанковые, воздушно-десантная и горнопехотная бригады)
- штаб частей марин на заморских территориях
- командования (commandement):

- логистики
- военного образования
- связи
- разведки

Число административных служб и управлений Сухопутных войск определяется статьей R.3231-10. от 14. 05. 2012 Закона о национальной обороне Французской Республики.

## Учебные заведения
Подготовка офицерских кадров ведётся в военных лицеях и высших военных учебных заведениях Сухопутных войск (бакалавр или магистр военных наук). После создания Штаба боевой подготовки СВ (Le commandement de la formation de l’Armée de terre (CoFAT)) в 2009 г., все военные вузы СВ переданы в подчинение Управления кадров Сухопутных войск (Direction des ressources humaines de l’Armée de terre).
Разработка теории боевого применения Сухопутных войск в ВС Французской Республики поручена Центру теории боевого применения войск (Centre de doctrine d’emploi des forces/CDEF).

## Технические управления и службы

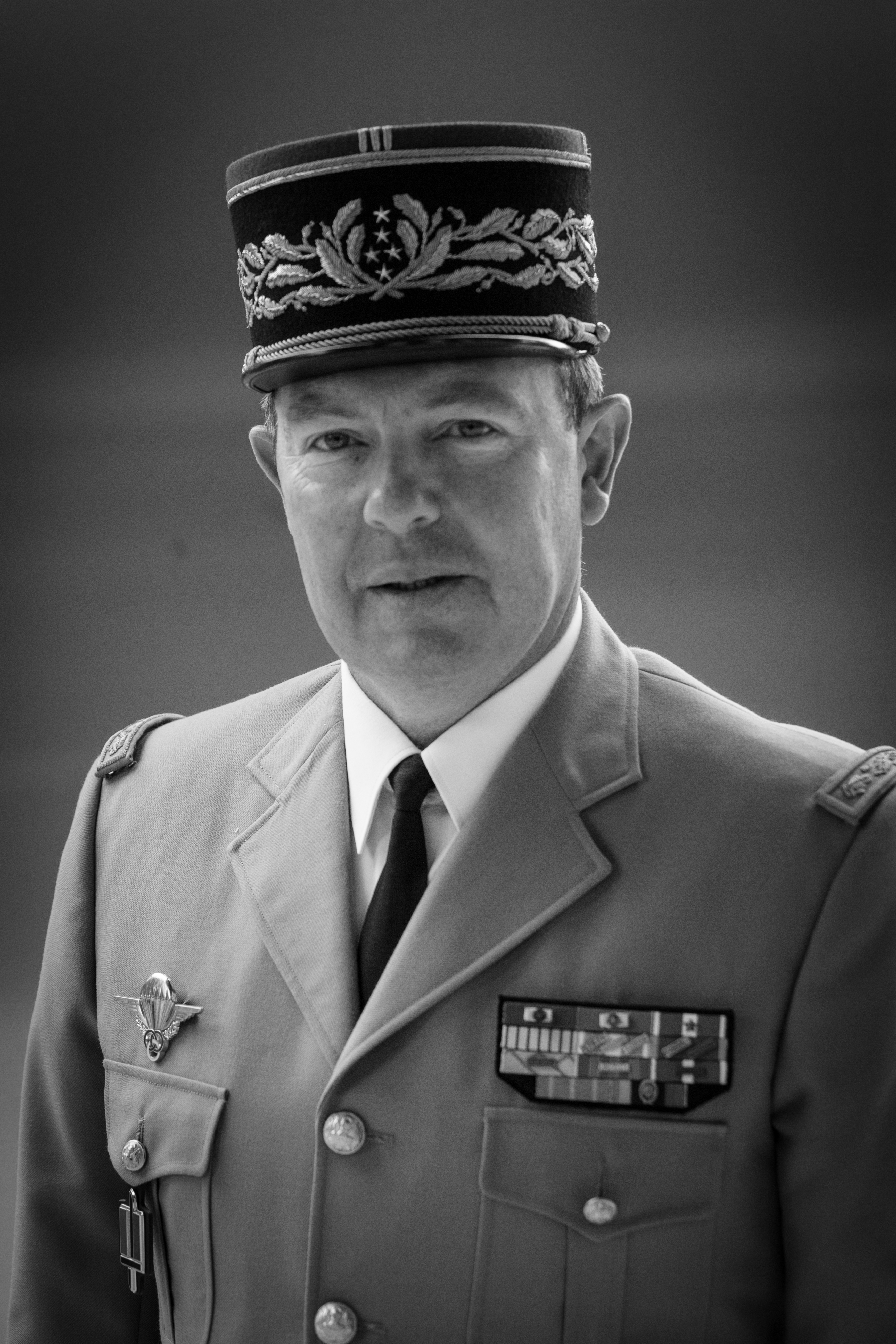
Бывший командующий сухопутными войсками Франции генерал армии Жан-Пьер Боссе.

- Управление кадров Сухопутных войск[фр.] (DRHAT) отвечает за комплектование частей и набор на службу личного состава. Отдел военного образования Управления кадров (Formation et Écoles (SDFE)) занимается вопросами командной и боевой подготовки командного и административного состава.

Технические управления (Direction) и службы (Service):
- отдел систем связи СВ Управления общевойсковой связи и информации[фр.] (DIRISI)
- Управление технического контроля сухопутных объектов (Structure intégrée du maintien en condition opérationnelle des matériels terrestres)
- Служба технического контроля промышленных объектов[фр.] (SMITer).
- Центральное управление инженерных войск[фр.] Управления военной инфраструктуры (в составе Главного административного управления[фр.])
- Отдел истории Сухопутных войск Историко-архивного управления МО[фр.] (до 2005 г. Историко-архивная служба Сухопутных войск (Le service historique de l’Armée de terre (SHAT))

До 2006 г. в административной структуре СВ находились два главных и три технических управления Сухопутных войск. По результатам реорганизации Вооружённых сил, с 2006 г. технические управления и службы Сухопутных войск (кроме Главного управления боевой подготовки (Direction des ressources humaines de l’Armée de terre) включены в состав управлений и Главных управлений Министерства обороны на правах отделов Сухопутных войск. Первыми в 2005 г. в составе Министерства были сформированы Военно-медицинское управление и Управление горюче-смазочных материалов (ГСМ) , куда были переданы соответствующие технические управления Сухопутных войск.

## Рода войск и специальные войска
Штатная структура включает в себя следующие рода войск (Arme):
- Пехота (Infanterie)
- Бронетанковые войска и кавалерия (Arme blindée et cavalerie)
- Артиллерия (Artillerie)
- Войска марин (Troupe de marine)[b], в составе которых:
  - Пехота марин (Infanterie de marine) (включая бронетанковые части)
  - Артиллерия марин (artillerie de marine)
- Армейская авиация (Aviation légère de l’Armée de terre)
- Инженерные войска (Génie)
- Войска связи (Transmissions)
- Техническое обслуживание (Matériel)
- Материальное обеспечение (Train)

Кроме того, ОШС включает в себя технические и административные управления СВ и МО Франции, группы военных советников и специалистов за рубежом, центральные и окружные штабные органы и территориальные части и органы военного управления запаса СВ.

## Организационно-штатная структура

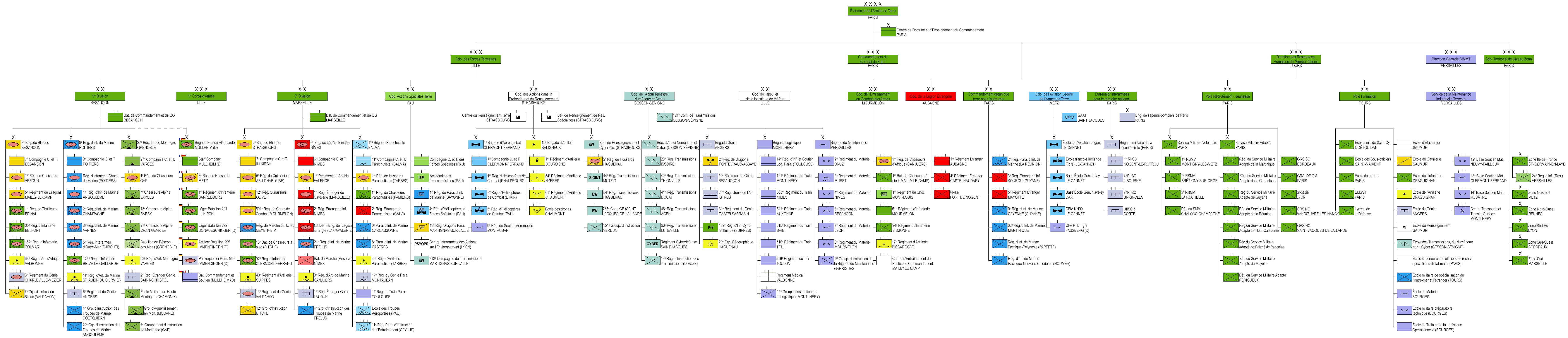
ОШС на 2025 г.
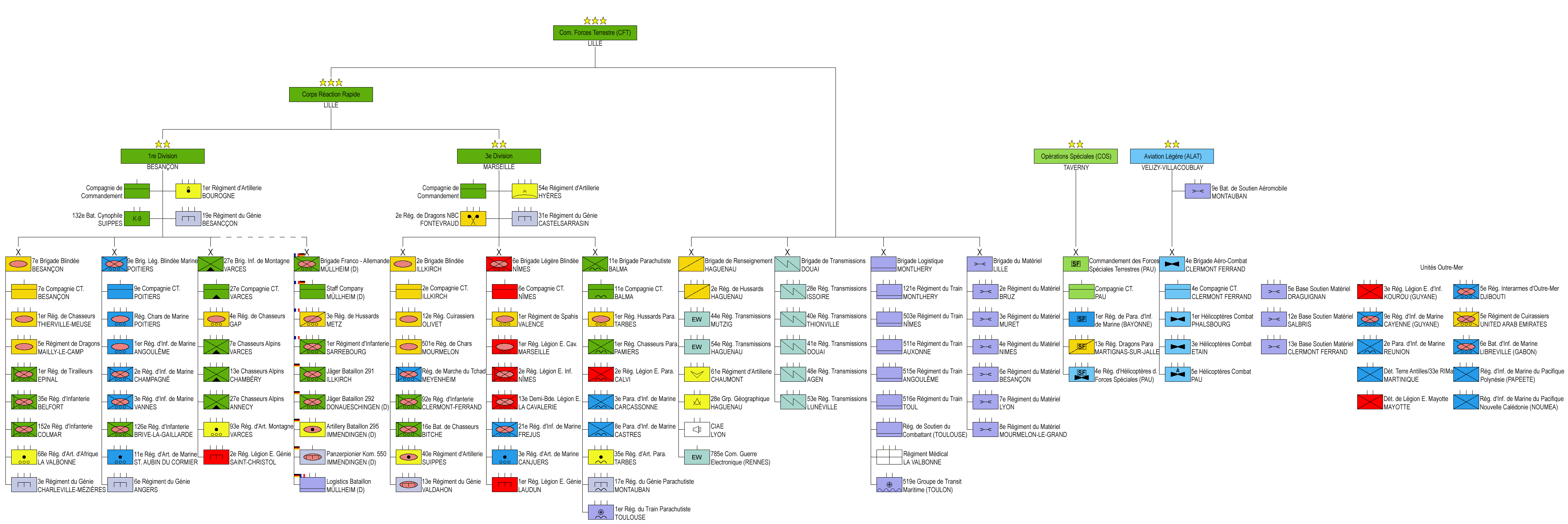
ОШС на 2016 г.

- Главный штаб сухопутных войск, Лилль[5]
  - Командование территориальных сил (Commandement terre pour le territoire national (COM TN)), Париж
  - Командование специальных операций (Commandement des actions spéciales terre (CAST)), По
    - 1-й парашютно-десантный полк марин (1er régiment de parachutistes d’infanterie de marine (1er RPIMa)), Байонна
    - 13-й драгунский парашютно-десантный полк (13e régiment de dragons parachutistes (13e RDP)), Мартиньяс-сюр-Жаль
    - 4-й вертолётный полк СпН (4e régiment d’hélicoptères des forces spéciales (4e RHFS)), аэропорт По-Пиренеи
    - Группа поддержки специальных операций (Groupement d’appui aux opérations spéciales (GAOS))
    - Межвидовой центр действий за рубежом (Centre interarmées des actions sur l’environnement (CIAE), Лион[c]
    - Центр сухопутных войск по военно-оперативному партнёрству (Centre terre pour le partenariat militaire opérationnel (CPMO))[d]
    - Академия сил специальных операций (центр Arès) (Académie des forces spéciales (centre Arès) (Académie FS)), По
    - Рота управления и связи (CCTFS)

  - Командование армейской авиации (Commandement de l’aviation légère de l’Armée de terre (COM ALAT)), Велизи-Виллакубле
    - 4-я бригада армейской авиации (4e brigade d’aérocombat), Клермон-Ферран

  - Командование Иностранного легиона (Commandement de la Légion étrangère (COM LE))
  - Командование сухопутных сил (Commandement des forces terrestres (CFT))
    - Корпус быстрого реагирования (Corps de réaction rapide-France (CRR-Fr)), Лилль
    - 1-я дивизия, Безансон
      - 7-я бронетанковая бригада, Безансон
      - 9-я бронекавалерийская бригада марин, Пуатье
      - 27-я горнопехотная бригада, Варс-Альер-э-Риссе
      - Франко-немецкая бригада, Мюлльхайм (Германия)
      - 1-й артиллерийский полк, Буронь
      - 19-й инженерный полк, Безансон
      - 132-й кинологический батальон, Сюипп

    - 3-я дивизия, Марсель
      - 2-я бронетанковая бригада, Илькирш-Граффенштаден
      - 6-я бронекавалерийская бригада, Ним
      - 11-я воздушно-десантная бригада, Бальма
      - 54-й артиллерийский полк, Йер
      - 31-й инженерный полк, Кастельсарразен
      - 2-й драгунский полк радиационной, химической и биологической защиты, Фонтевро л'Абе

    - Командование военной разведки (Commandement du renseignement), Страсбург
      - Разведцентр Сухопутных войск
      - 2-й гусарский полк
      - 44-й полк радиоразведки
      - 54-й полк РТР и РЭБ
      - 28-я группа топографов
      - 61-й рекогносцировочный полк
      - Объединённый центр информационной войны
      - 785-й Центр РТР

    - Командование войск связи (Commandement des systèmes d’information et de communication), Сессон-Севинье
      - 28-й полк связи, Исуар
      - 40-й полк связи, Тьонвиль
      - 41-й полк связи, Дуэ
      - 48-й полк связи, Ажен
      - 53-й полк связи, Люневиль
      - 807-й полк связи (Центр кибербезопасности), Рен
      - Центр начальной подготовки, Дьёз

    - Командование материального обеспечения (Commandement de la logistique), Лилль и Монлери
      - 121-й полк материального обеспечения (121e régiment du train), Лина, Монлери
      - 503-й полк материального обеспечения, Ним
      - 511-й полк материального обеспечения, Осон
      - 515-й полк материального обеспечения, Бри
      - 516-й полк материального обеспечения, Туль
      - 14-й полк десантного обеспечения, Тулуза
      - Медицинский полк, Вальбон
      - 519-я морская транспортная группа, Тулон
      - Центр наземных перевозок, Монлери
      - Центр начальной подготовки, Монлери
      - 24-й отдельный пехотный полк (резервный), Париж

    - Командование военных школ (Commandement de l’entraînement et des écoles du combat interarmes), Мурмелон-ле-Гран
      - Пехотная школа, Драгиньян
      - Инженерная школа, Анже
      - Артиллерийская школа, Драгиньян
      - Бронекавалерийская школа, Сомюр
      - Учебный центр радиационной, химической и биологической защиты, Сомюр
      - Учебный центр артиллерии (3-й учебный артиллерийский полк), Майи-ле-Кан
      - Учебный центр пехотной подготовки (1-й учебный шассёрский батальон), Майи-ле-Кан
      - Учебный центр МТО (51-й учебный пехотный полк), Мурмелон-ле-Гран
      - Учебный центр по действиями в городе — 94-й учебный пехотный полк, Сиссон
      - 1-й африканский шассёрский полк, Канжюер
      - Учебный центр специального назначения (1-й учебный ударный полк), Мон-Луи
      - 17-я учебная артиллерийская группа, Бискарросс
      - Боевой полигон сухопутных войск, Канжюер
      - Общевойсковой учебный центр Куртен, Ла-Куртин

    - Штаб войск заморских территорий (État-major spécialisé pour l’outre-mer et l’étranger)
      - 5-й кирасирский полк (5e Régiment de Cuirassiers (5e RC)) — смешанный полк на территории ОАЭ.
      - 5-й смешанный полк заморских территорий (5e Régiment Interarmes d’Outre-Mer (5e RIAOM)) марин в Джибути.
      - 6-й батальон марин (6e Bataillon d’Infanterie de Marine (6e BIMa)) в Габоне.
      - 33-й полк марин (Détachement Terre Antilles/33e RIMa (33e RIMa)) на Мартинике.
      - 3-й иностранный пехотный полк (3e Régiment Etranger d’Infanterie (3e REI)) охраны Космодрома Куру.
      - 9-й полк марин (9e Régiment d’Infanterie de Marine (9e RIMa)) в Кайенне
      - 2-й парашютно-десантный полк марин (2e Régiment de Parachutistes d’Infanterie de Marine (2e RPIMa) ) на Реюньон(Сен-Пьер).
      - Отряд Иностранного легиона (Détachement de Légion Etrangère de Mayotte (DLEM) ) в Майотте.
      - Полк марин Новая Каледония (Régiment d’Infanterie de Marine du Pacifique Nouvelle Calédonie (RIMaP-NC)) в Нумеа (Новая Каледония).
      - Полк марин Полинезия (Régiment d’infanterie de marine du Pacifique — Polynésie (RIMaP-P)) — Папеэте (Таити).

  - Управление технического обслуживания (Structure intégrée du maintien en condition opérationnelle des matériels terrestres)
    - Командование технического обслуживания (Commandement de la maintenance des forces)
      - 2-й полк технического обслуживания (2e régiment du matériel), Брю
      - 3-й полк технического обслуживания, Мюре
      - 4-й полк технического обслуживания, Ним
      - 6-й полк технического обслуживания, Безансон, Гресвиллер, Вуаппи
      - 7-й полк технического обслуживания, Лион
      - 8-й полк технического обслуживания, Мурмелон-ле-Гран
      - Школа технического обслуживания
      - Центр начальной подготовки технического обслуживания

    - Служба технического обслуживания промышленных объектов (Service de la maintenance industrielle terrestre)

  - Управление кадров сухопутных войск (Direction des ressources humaines de l’Armée de terre)
    - Командование подготовки кадров (Commandement des ressources humaines et de la formation)

  - Командование подготовки кадров территориальных сил (Commandement territorial de niveau zonal)[5]

## Чины и знаки различия
Ниже представлены наименования чинов и знаки различия военнослужащих и соответствующие административные категории войск НАТО.

### Военнослужащие начальствующего офицерского состава
| Категории                               | Высшие офицеры Officiers généraux | Высшие офицеры Officiers généraux | Высшие офицеры Officiers généraux | Высшие офицеры Officiers généraux | Высшие офицеры Officiers généraux | Старшие офицеры Officiers supérieurs | Старшие офицеры Officiers supérieurs | Старшие офицеры Officiers supérieurs                              | Младшие офицеры Officiers subalternes | Младшие офицеры Officiers subalternes | Младшие офицеры Officiers subalternes | Младшие офицеры Officiers subalternes | Кандидаты в офицеры Élèves-officiers |
| Код НАТО                                | OF-10                             | OF-9                              | OF-8                              | OF-7                              | OF-6                              | OF-5                                 | OF-4                                 | OF-3                                                              | OF-2                                  | OF-1                                  | OF-1                                  | OF(D)                                 | Student officer                      |
| --------------------------------------- | --------------------------------- | --------------------------------- | --------------------------------- | --------------------------------- | --------------------------------- | ------------------------------------ | ------------------------------------ | ----------------------------------------------------------------- | ------------------------------------- | ------------------------------------- | ------------------------------------- | ------------------------------------- | ------------------------------------ |
| Погоны (У генералов только на рубашках) |                                   |                                   |                                   |                                   |                                   |                                      |                                      |                                                                   |                                       |                                       |                                       |                                       |                                      |
| Рукава                                  |                                   |                                   |                                   |                                   |                                   | —                                    | —                                    | —                                                                 | —                                     | —                                     | —                                     | —                                     | —                                    |
| Нагрудные нашивки (полевая форма)       | —                                 |                                   |                                   |                                   |                                   |                                      |                                      |                                                                   |                                       |                                       |                                       |                                       | —                                    |
| Чин СВ Франции                          | Maréchal de France                | Général d’armée                   | Général de corps d’armée          | Général de division               | Général de brigade                | Colonel                              | Lieutenant-colonel                   | Commandant (Chef de bataillon, chef d’escadrons, chef d’escadron) | Capitaine                             | Lieutenant                            | Sous-lieutenant                       | Aspirant                              | Élève-officier                       |
| Аббревиатура                            | MDF                               | GDA                               | GCA                               | GDI                               | GBR                               | COL                                  | LCL                                  | CDT (CBA, CEN, CES)                                               | CNE                                   | LTN                                   | SLT                                   | ASP                                   | EO                                   |
| Русский перевод                         | Маршал Франции                    | Генерал армии                     | Корпусной генерал                 | Дивизионный генерал               | Бригадный генерал                 | Полковник                            | Подполковник                         | Майор (командир батальона/эскадрона/дивизиона)                    | Капитан                               | Лейтенант                             | Младший лейтенант                     | Аспирант                              | Кандидат в офицеры                   |
| Примерное соответствие в ВС РФ          | Маршал Российской Федерации       | Генерал армии                     | Генерал- полковник                | Генерал- лейтенант                | Генерал- майор                    | Полковник                            | Подполковник                         | Майор                                                             | Капитан                               | Старший лейтенант                     | Лейтенант                             | Младший лейтенант                     | Курсант                              |

### Военнослужащие рядового иунтер-офицерскогосостава
| Категории                         | Унтер-офицеры Sous-officiers | Унтер-офицеры Sous-officiers | Унтер-офицеры Sous-officiers | Унтер-офицеры Sous-officiers                               | Унтер-офицеры Sous-officiers           | Унтер-офицеры Sous-officiers | Солдаты и капралы Soldats et caporals                       | Солдаты и капралы Soldats et caporals | Солдаты и капралы Soldats et caporals | Солдаты и капралы Soldats et caporals | Солдаты и капралы Soldats et caporals |
| Код НАТО                          | OR-9                         | OR-9                         | OR-8                         | OR-7                                                       | OR-6                                   | OR-5                         | OR-4                                                        | OR-4                                  | OR-3                                  | OR-2                                  | OR-1                                  |
| --------------------------------- | ---------------------------- | ---------------------------- | ---------------------------- | ---------------------------------------------------------- | -------------------------------------- | ---------------------------- | ----------------------------------------------------------- | ------------------------------------- | ------------------------------------- | ------------------------------------- | ------------------------------------- |
| Погоны                            |                              |                              |                              |                                                            |                                        |                              |                                                             |                                       |                                       |                                       |                                       |
| Нагрудные нашивки (полевая форма) |                              |                              |                              | —                                                          |                                        |                              |                                                             |                                       |                                       |                                       | —                                     |
| Чин СВ Франции                    | Major                        | Adjudant-chef                | Adjudant                     | Sergent-chef BM2 (Maréchal-des-logis-chef de 1èreclasse)   | Sergent-chef (Maréchal-des-logis-chef) | Sergent (Maréchal-des-logis) | Caporal-chef de 1ère classe (Brigadier-chef de 1ère classe) | Caporal-chef (Brigadier-chef)         | Caporal (Brigadier)                   | Soldat de 1ère classe                 | Soldat                                |
| Аббревиатура                      | MAJ                          | ADC                          | ADJ                          | SCH (MCH) BM2                                              | SCH (MCH)                              | SGT (MDL)                    | CC1 (BC1)                                                   | CCH (BCH)                             | CPL (BRI)                             | 1CL                                   | SDT                                   |
| Русский перевод                   | Прапорщик                    | Главный старшина             | Старшина                     | Старший сержант 1-го класса (Старший вахмистр 1-го класса) | Старший сержант (Старший вахмистр)     | Сержант (Вахмистр)           | Старший капрал 1-го класса (Старший урядник 1-го класса)    | Старший капрал (Старший урядник)      | Капрал (Урядник)                      | Солдат 1-го класса                    | Солдат                                |
| Примерное соответствие в ВС РФ    | Старший прапорщик            | Прапорщик                    | Старшина                     | Старший сержант                                            | Сержант                                | Младший сержант              | Ефрейтор                                                    | Ефрейтор                              | Рядовой                               | Рядовой                               | Рядовой                               |

### Курсанты военных училищ

#### Общевойсковое командное училище[фр.]
| Аббревиатура      | SLT                                                          | ЕO1                                                           |
| ----------------- | ------------------------------------------------------------ | ------------------------------------------------------------- |
| Погоны            |                                                              |                                                               |
| Наименование чина | Sous-lieutenant de 2e année à la 1re brigade de l’EMIA.      | Élève-officier de 1re année à la 2e brigade de l’EMIA         |
| Русский перевод   | Младший лейтенант 2-го года обучения 1-й учебной бригады ОКУ | Кандидат в офицеры 1-го года обучения 2-й учебной бригады ОКУ |

#### Специализированное военное училищеСен-Сир
| Аббревиатура      | SLT                                                                 | ЕO2                                                               | ЕO1                                                              |
| ----------------- | ------------------------------------------------------------------- | ----------------------------------------------------------------- | ---------------------------------------------------------------- |
| Погоны            |                                                                     |                                                                   |                                                                  |
| Наименование чина | Sous-lieutenant de 3e année au 1er bataillon de l’ESM de Saint-Cyr. | Élève-officier de 2e année au 2e bataillon de l’ESM de Saint-Cyr. | Élève-officier 1re année au 3e bataillon de l’ESM de Saint-Cyr.  |
| Русский перевод   | Младший лейтенант 3-го года обучения 1-го батальона ОВУ Сен-Сир     | Кандидат в офицеры 2-го года обучения 2-го батальона ОВУ Сен-Сир  | Кандидат в офицеры 1-го года обучения 3-го батальона ОВУ Сен-Сир |

#### 4-й батальон ОВУСен-Сир
| Аббревиатура      | ASP                                        | ЕOR                                                          |
| ----------------- | ------------------------------------------ | ------------------------------------------------------------ |
| Погоны            |                                            |                                                              |
| Наименование чина | Aspirant                                   | Élève-officier                                               |
| Русский перевод   | Аспирант (проходящий войсковую стажировку) | Кандидат в офицеры (проходящий начальную военную подготовку) |

#### Национальное унтер-офицерское училище[фр.]
| Аббревиатура      | EVSO                             | EVSO                     |
| ----------------- | -------------------------------- | ------------------------ |
| Погоны            |                                  |                          |
| Наименование чина | Sergent à la sortie de l’ENSOA   | Élève sous-officier      |
| Русский перевод   | Сержант проходящий службу в НУОУ | Кандидат в унтер-офицеры |